# 新井一二三
新井一二三（日語：新井 ひふみ，1962年1月23日—），是日本東京出身的女作家，曾到多個國家生活超過10年，能以日文、中文及英文寫作。夫婿是專注妖怪事蹟的日本作家林巧（Hayashi Takumi）。

## 人物
|              | 以中文書寫，是為了擁有更廣大、能夠更自由地呼吸的空間；到外地生活，是為了逃避母親，尋找更自由的空間 。 |
| ——新井一二三 | |

1962年生于日本東京，名字由來是生日一月二十三日。1981年就讀於日本早稻田大學政治學系，先後經北京外国语学院、廣州中山大學留學，雲南、蒙古、海南島等地遊歷共兩年。畢業後在《朝日新聞》擔任記者，其後又移民至加拿大，於約克大學及懷雅遜大學修讀政治學與新聞學，並且擔任日加時報駐多倫多記者。在加拿大生活期間開始以英文寫作。
1984年起用中文在《九十年代》雜誌撰文。1994年到香港居住，擔任《亞洲週刊》中文特派員，因採訪而認識林巧，1996年台北訂親、1997年返日結婚定居東京，育有一男一女。現冠夫姓「林一二三」在明治大學理工學院任教，專長項目：東亞研究、中文電影；2013年4月升任教授。
作品散於香港、台灣多份中文報章，包括《蘋果日報》、《明報》、《星島日報》、《中國時報》、《聯合報》、《國語日報》及《自由時報》等；近年來亦於中國大陸《南方都市报》活躍，主要以中文寫作，推出多本散文集。第一本著作為日文的《中國中毒》，中文則是《鬼話連篇》。
曾經坦白面對台灣時的無地自容，因為日本曾經殖民台灣，加上日軍慰安婦問題，都讓她每次赴台灣旅遊時備感羞愧。

## 中文作品
- 《鬼話連篇》（1995年4月，九十年代）[11]
- 《心井·新井》（1999年9月，大田出版）
- 《東京人》（2000年6月，大田出版）
- 《櫻花寓言》（大田出版：2001年1月，江西教育出版社：2007年7月）
- 《可愛日本人》（2001年6月，大田出版）
- 《讀日派》（2002年2月，大田出版）
- 《東京的女兒》（大田出版：2002年7月，江西教育出版社：2007年7月《无性爱时代》）
- 《123成人式》（大田出版：2003年2月，江西教育出版社：2007年7月→上海译文出版社：2014年1月）
- 《東京時刻八點四十五》（2003年8月，大田出版）
- 《我和閱讀談戀愛》（大田出版：2004年4月，上海译文出版社：2013年8月）
- 《午後四時的啤酒》（大田出版：2004年10月，上海译文出版社：2012年6月）
- 《東京上流》（2005年8月，大田出版）
- 《東京迷上車：從橙色中央線出發》（大田出版：2006年3月，上海译文出版社：2013年9月）
- 《東京生活意見》（2006年9月，大田出版）
- 《偏愛東京味》（2007年3月，大田出版）
- 《我這一代東京人》（大田出版：2007年10月，上海译文出版社：2011年4月）
- 《偽東京》（大田出版：2008年7月，上海译文出版社：2011年10月）
- 《獨立，從一個人旅行開始》（大田出版：2009年9月，上海译文出版社：2011年4月）
- 《沒有了鮪魚，沒有了奶油——你無法想像的日本》（大田出版：2010年5月，上海译文出版社：2012年10月《没有了鲔鱼，没有了黄油》）
- 《台灣為何教我哭？》（2011年2月，大田出版）
- 《和新井一二三一起讀日文：你所不知道的日本名詞故事》（大田出版：2012年8月，上海译文出版社：2014年1月《你所不知道的日本名词故事》）
- 《東京故事311》（2013年3月，大田出版）
- 《歡迎來到東京食堂》（2014年2月，大田出版）
- 《和新井一二三一起讀日文【貳】：你一定想知道的日本名詞故事》（2014年12月，大田出版）
- 《旅行，是為了找到回家的路》（2015年7月，大田出版）
- 《東京閱讀男女：新井一二三解開創作者的祕密花園 》（2016年4月，大田出版）
- 《我和中文談戀愛》（2017年2月，大田出版）
- 《媽媽其實是皇后的毒蘋果？：新井一二三逃出母語的陰影》（2018年2月，大田出版）
- 《再見平成時代》（2018年10月，大田出版）
- 《這一年吃些什麼好？東京家庭的四季飲食故事》（2020年7月，大田出版）

## 日文作品
- 《中國中毒》（中国中毒，三修社，1986年12月）
- 《丁子霖——「六四」受難者名冊》（天安門の犠牲者を訪ねて：息子たちはこうして虐殺された，文藝春秋，1994年12月） ※合譯
- 《香港返還：其軌跡與展望》（香港返還：その軌跡と展望，大修館書店，1996年12月） ※共著

- 《中文真好玩[12]》（講談社，2004年11月）
- 《讓我們傾訴如何品味生活》（人生の味わい方、打ち明けよう，角川書店，2018年4月） ※共著
- 《台灣故事：「美麗之島」的過去，現在和未來》（台湾物語: 「麗しの島」の過去・現在・未来，筑摩選書，2019年4月）（我們與台灣的距離：寫給美麗之島的七封情書，張秋明譯，大田出版，2020年1月）

- 《混成世界的航海圖》（混成世界のポルトラーノ，左右社，2011年12月） ※共著
- 《中国、台湾、香港電影中的日本》（中国・台湾・香港映画のなかの日本，明治大學出版會，2012年4月）

## 資料來源
1. ↑  新井一二三. 里昂之天空 （页面存档备份，存于）. 南方都市报. 2013-02-20.
2. 1 2  託台灣的福 （页面存档备份，存于）. 摘自《台灣為何教我哭？》.
3. ↑  新井一二三 絕不僅僅是「中國通」 （页面存档备份，存于）. 文匯報. 2012-03-19.
4. ↑  新井一二三：和中文谈恋爱 （页面存档备份，存于）. 新民周刊. 2012-04-16.
5. ↑  新井一二三. 一二三是do-re-mi？ （页面存档备份，存于）. 南方都市报. 2013-11-13.
6. 1 2
7. ↑  新井一二三. 都市祝祭 的存檔，存档日期2014-02-27.. 南方都市报. 2013-10-11.
8. ↑  新井一二三. 书名 （页面存档备份，存于）. 南方都市报. 2013-09-13.
9. ↑  林秀姿. . 民報. 2017-03-10  [2020-05-30]. （原始内容存档于2017-03-11）.
10. ↑  新井一二三：鬼话连篇[永久]. 孔夫子拍卖网.
11. ↑  新井一二三. 日本所谓的“新书” （页面存档备份，存于）. 南方都市报. 2013-09-16.

## 外部連結
- 新井一二三－臺灣為何教我哭？ （页面存档备份，存于）
- 新井一二三专栏 樱花寓言 （页面存档备份，存于）